# Кафедральный костёл Святой Троицы (Луцк)
Кафедральный костёл Святой Троицы — первый кафедральный костёл Луцка, которого на сегодня не существует, «Мать костёлов на Руси». От кафедрального комплекса остались два сооружения: кафедральный каменный дом XVI века (улица Кафедральная, 17), где сейчас размещается епархиальное управление Римско-католической церкви в Луцке и колокольня, расположенная напротив другого (настоящего) кафедрального костёла Луцка — собора Святых Петра и Павла . Каменный дом является левым крылом П-образного дома, памятника архитектуры национального значения «Монастырь шариток». Сооружения находятся в историко-культурном заповеднике «Старый Луцк».

## История

### Основание и начало деятельности
В 1387 году литовский князь Витовт вместе с семьёй, князьями, боярами осел в Луцке. С 1392 года Луцкое княжество перешло к нему навечно, в это же время он стал Великим князем литовским. Витовт уделял большое внимание Луцку. Он часто находился в городе, включил его в сферу великокняжеской политики. При нём Луцк имел статус неофициальной южной столицы Литвы. Укрепляя политическую и государственно роль города, князь решил перенести католическую кафедру из Владимира в Луцк. Для этого нужно было построить костёл с кафедральными сооружениями. Поэтому в 1425 году в окольном замке началось строительство деревянного костёла. Через два года храм был построен. Параллельно с этим Витовт получил буллу от Папы Римского Мартина V о переносе кафедры. Новый костёл Святой Троицы в Луцке стал кафедральным в 1427 году. На начало деятельности храм был обеспечен имением под Луцком. Хотя сам храм был построенным в дереве, но рядом с ним был построен каменный дом (или он был здесь ещё до строительства костёла). Вывод о том, что возле храма был каменный дом конца XIV — начала XV веков, был сделан во время археологических раскопок в 1991 году.
Первым епископом стал Андрей Сплавский. Титул его на латинском языке именовался как Lucensis Episcopatus. Однако такое название вносила неясность и смешения с итальянским епископством провинции Лукка. Поэтому на Флорентийском соборе в 1439 году название луцкого епископства было изменено на Luceoriensis Episcopatus, а название Луцка — на Luceoria. Власть епископа распространялась на более поздние Волынское, Подольское, Брацлавское, Брестское воеводства и Пинский уезд. Также на 12 княжеств. В состав епархии входило 13 деканатов и 185 костёлов.
Андрей Сплавский был в составе делегации хозяев, которые встречали официальных гостей съезда европейских монархов в городе в 1429 году. Во время событий Луцкой войны 1431 года он был подвергнут нападению польского войска. В ответ, в Луцке было казнено несколько членов ордена местного доминиканского приората.
Великий князь Сигизмунд Кейстутович предоставил привилегию костёла, который подтверждал ранее предоставленные имения Витовтом. Впоследствии жертвовали на храм Юрий Ставский, епископ Павел Гольшанский. Кафедра владела 13-ю домами в Луцке. Кроме того, с доходов от шляхетских имений шла десятина на кафедру.

### Новый костёл
В 1535 году по рекомендации королевы Боны новым епископом луцким стал Юрий Фальчевский. Он был членом литовского Тайного Совета, финансовым и экономическим советником королевы Боны, способствовал возвращению королевских имений из рук шляхты, руководил волынской пошлиной, кроме того, активно выполнял свою духовную миссию — способствовал распространению католицизма на Волыни. Также Юрий Фальчевский был одним из основателей строительства в Луцке. Именно по его инициативе латинская кафедра начала строиться заново. Пока не установлено, храм пострадал от пожара 1538, однако в 1545 году новый каменный храм уже был построен на месте предыдущего в ренессансном стиле. Возможно, автором проекта нового костёла был Лукаш из Прешова. Материал, из которого велось восстановление костёла — тёсаный камень. Интерьер храма был расписан фресками. Существует мнение, что костёл имел 4 башни по углам. На одной из башен были часы и колокола. Позже была построена колокольня с 4 большими колоколами. Возле костёла до 1552 года построили также кафедральный дом, который достигал в длину 24 м. Он был построен между Перемильскою и Пинскою башнями Окольного замка и включал подвалы предыдущего каменного дома. Здесь разместилась капитула, канцелярия, кафедральный архив. Также в этих помещениях был госпиталь Святого Духа. При кафедре размещалась Троицкая латинская школа, где в частности учился Иоанн Вишенский. Школа действовала для светских лиц, а также для подготовки канцеляристов и низших чинов духовенства. У костёла и кафедрального дома было кладбище.

### Пост Тридентская активность
После Тридентского собора жизнь кафедры ещё больше оживилась. Это было время, когда среди волынской шляхты активно начал распространяться католицизм. В основном, это было обусловлено несколькими факторами: влияние цивилизационных идей эпохи Возрождения, отсутствие православного образования, которое бы отвечало потребностям времени; привлекательные мероприятия обновлённой Католической Церкви, проблемы и противоречия православного и униатского духовенства, которые дискредитировали себя в глазах верующих. В этих обстоятельствах всё больше людей примыкало к католицизму, популярность которого приобретала размах. Появлялись новые ордена, учреждались монастыри, коллегиумы. Соответственно, больше пожертвований происходило на храмы. Всего, за период с 1596 до 1648 года на католические структуры на Волыни было пожертвовано 820 000 злотых (без учёта стоимости имений), что втрое превышает предоставления на православные и униатские храмы и монастыри вместе взятые.
То же касалось и Луцкой кафедры. В то время она, очевидно, имела новые богатые пожертвования, также имения в Торчине, Садовой, Лучицы. Впоследствии король Сигизмунд II Август предоставил сёла Порск и Пидлозци, пошлина торчинское, 30 коп грошей литовских с таможенной кладовой в Берестечко, землю на Гнидава (теперь район Луцка), участок в Луцке. Кроме того, согласно приказу короля, староста из городских доходов должен выдавать муку, солод, воск и деньги с налога на водку. Деньги получались как в виде прямых пожертвований, так и завещаний, имений, участков, земель. Предоставления делались отдельным лицам (викариям, каноникам, епископу, студентам школы), на богослужения определённых служб, на помещения (костёл, госпиталь, Троицкую школу) и прочее. Больше всего, денежное предоставление, сделанное в середине XVII века, достигало размера 5000 злотых. Его сделал луцкий суффраган Лоза Станислав на костёл Святой Троицы в 1648 году.

### Общественные связи
В кафедральном костёле иногда собирались уездные и воеводские сеймики, где решались различные вопросы жизни государства и избирались послы на общегосударственный сейм, проводились суды, здесь происходила интронизация иерархов. В начале XVII века в городе появился и поселился орден иезуитов. Сначала они арендовали дом с часовней, стоявших у кафедральной колокольни. Впоследствии епископы Мартин Шишковский и Павел Волуцкий были в составе тех основателей, которые помогли иезуитам построить костёл, а затем и коллегиум.
На одном из сеймиков, который проходил в кафедральном костёле в 1647 году, произошёл конфликт, переросший в драку на саблях. В результате этого, луцкого городского писаря Станислава Казимира Беневского тяжело ранили, алтарь храма был окровавлен. Ещё один конфликт произошёл в 1628 году с участием кафедрального звонаря Собко с монахом Луцкого братского монастыря Павлом Телицею. Собко оскорбил православность Павла и снял с него клобук. В 1648 году на костёл напали казаки, возглавляемые ланд-войтом Фёдором Липкой. Богослужебные вещи из храма были уничтожены и разграблены.
В 1620—1630 годах каноником луцкой капитулs был Балтазар Тишка. Он отличался тем, что умело задействовал ресурсы шляхты на реализацию благотворительных проектов. Так, в конце тридцатых годов по его фонду в городе появился внеконфессиональный и вненациональный госпиталь. Балтазар инициировал создание Братства Розария при луцких иезуитах. Другое луцкое Братство Розария существовало в доминиканском приорате.
Во второй половине XVII века костёл, как и прежде, был центром консолидации волынской католической шляхты. Здесь уже постоянно происходили сеймики. В 1667 году на Луцк снова было совершено нападение, от чего пострадала кафедра. В 1680 году в костёл попала молния, но значительных повреждений не нанесла.

### Пожары и восстановления
17 июня 1724 в Луцке произошёл крупный городской пожар, в котором сильно пострадали замки, особенно окольный. Кафедра, а также костёлы и монастыри орденов бригидок, иезуитов сгорели. Тогдашний епископ Стефан Рупневський потратил 200 000 злотых на восстановления. Костёл пострадал настолько, что его пришлось существенно реконструировать. Ренессансный стиль храма заменили на барокко. Четырёх башен, расположенных по углам храма, не стало. Зато их заменили три высоких шпиля. Костёл был заново отстроен и стал ещё выше и пышнее украшен, чем раньше. Деревянная кафедральная колокольня также сгорела, но была восстановлена уже каменной. Где-то в то время, вероятно, Йозефом Прехтля для луцкого монастыря тринитариев была изготовлена икона Святого Игнатия. На этой иконе среди других построек Окольного замка изображён и уже отстроен кафедральный костёл Святой Троицы. В 1731 году Стефан Рупневский  был похоронен в костёле.

### Упадок костёла
5 сентября 1781 произошёл ещё один крупный пожар города, последствия которого были очень весомыми. Окольный замок сгорел настолько, что его начали разбирать. Греко-католическая кафедра Святого Дмитрия в этом замке сгорела. Комплексы бригидок и иезуитов также сильно пострадали. Троицкий костёл пострадал настолько, что восстановление было невозможным. «Мать костёлов на Руси» перестала существовать. Сильно пострадали кафедральные сооружения. Так, восточное крыло стало непригодным к использованию. Зато западное крыло слабо пострадало от пожара. Также и уцелела колокольня у этого крыла. Именно они и сохранились до наших дней. Эти все события примерно совпали по времени с кассацией ордена иезуитов, которая состоялась в 1773 году, на которой было выдано бреве Папы Климента XIV.
Впоследствии начались восстановления. Так, восточное крыло кафедрального дома было восстановлено и достроено. А остатки костёла были разобраны до уровня земли. Кафедральные сооружения восстанавливались вместе с костёлом и коллегиумом бывших иезуитов, принадлежавших после кассации ордена Народной комиссии образования. Кафедра, которая оказалась без епископского собора, заплатила Комиссии 100 000 злотых, чтобы занять бывший иезуитский храм, а также передала ей капитульные помещения. Итак кафедру с капитулой и канцелярией перенесли в бывший иезуитский храм. А коллегиум, поскольку он имел богатую учебную базу, реорганизовали в высшую школу вроде академии, которая частично (4 комнаты) разместилась в восстановленных сооружениях, ранее принадлежавших к кафедре, а частично в бывшем коллегиуме. Троицкая латинская школа, очевидно, также вошла в состав академийной школы. Другую часть бывших капитульних помещений занимал приют для нищих и калек. Наряду с этими сооружениями в 1782 году по распоряжению Юзефы Поляновской был построен приют для девушек «Ангелика».

### Дальнейшая судьба кафедральных сооружений
В 1795 году после Третьего раздела Польши Волынь была аннексирована к Российской империи. Это обусловило сильные изменения во всех сферах социальной жизни. В первые десятилетия Волынь имела определённую автономию, которая позволяла сохранить хотя бы частично старинный уклад жизни. В 1829 году епископ Каспер Цецишовский направил в Луцк представительниц ордена шариток. Для опеки им сразу был передан детский приют «Ангелика» и госпиталь для старцев в бывших капитульних помещениях. Деятельность шариток сосредоточивалась вокруг ухода за людьми в этих учреждениях и их воспитания. Остальную часть помещения продолжала занимать школа.
В середине века ситуация меняется. Жизнь региона полностью подчиняется общеимперским тенденциям. То же было и в духовной жизни. Российская империя взяла курс на уничтожение католической жизни края. Так, в середине XIX века были закрыты практически все монастыри и костёлы Волыни. В 1866 году шариткы среди других орденов покинули Луцк. Осталась действовать только кафедра. Школа была реорганизована в уездную школу. Некоторое время здесь действовала гимназия. В ней преподавал Пантелеймон Кулиш. С 1860 года начало действовать начальное училище, где бывал Тадеуш Чацкий.
В 1917 году за старания организации Польской Школьной Матери в Луцке была образована общая школа им. Королевы Ядвиги. Она частично занимала бывшие кафедральные помещения. В 1921 году здесь также временно была размещена Торговая школа.
После 1991 года кафедру восстановили. Она, как и раньше, разместилась в бывшем костёле иезуитов. А бывшие Троицкие кафедральные помещения, частично реконструированные в 1780-х годах, заняло епархиальное управление Римско-католической церкви в Луцке, Мальтийская служба помощи. Епископом стал Маркиян Трофимьяк.

## Архитектура
Костёл Святой Троицы сгорел и от него не осталось ничего над поверхностью земли. Однако от комплекса остались колокольня и П-образный дом под названием «монастырь шариток». С колокольней дом соединён аркой. Это двухэтажный дом с двускатной крышей. С северной стороны посередине есть пятигранный ризалит, в стенах которого дубовые перевязи. Всего дом состоит из двух частей:
- Левое (западное) крыло — улица Кафедральная, 17 — построено в XV—XVI веках. На северо-западном углу — наклонный четырёхгранный ризалит со внутренней комнатой и маленьким окном сверху. В цокольном этаже этой части были найдены элементы, которые позволили сделать вывод, что данная часть здания включает в себя остатки здания XIV—XV веков. Размер использованного кирпича — (29-30) х (8-9) х (14-15) см[7].
- Правое (восточное) крыло — ул. Кафедральная, 19 — в целом следствие перестройки после пожара XVIII века. Северную стену восточной половины корпуса подпирают контрфорсы. Стены украшены пилястрами, окна имеют наличники, подоконные и надоконные карнизы.

## Галерея
- Левое крыло
- Правое крыло
- Западный фасад курии
- Колокольня
- Ангелика сегодня
- Арка возле колокольни
- Окно
- Старинный уголок у капитулы